# Gymnocalycium hyptiacanthum
Gymnocalycium hyptiacanthum ist eine Pflanzenart in der Gattung Gymnocalycium aus der Familie der Kakteengewächse (Cactaceae).

## Beschreibung
Gymnocalycium hyptiacanthum wächst einzeln mit dunkelgrünen bis graugrünen bis mattgrünen, abgeflacht kugelförmigen bis kugelförmigen Trieben, die Durchmesser von 10 Zentimeter und mehr erreichen. Die neun bis elf (selten bis 18) Rippen sind in konische Höcker gegliedert. Der einzelne weiße bis graue Mitteldorn ist abwärts gerichtet und bis zu 2 Zentimeter (selten bis 4 Zentimeter) lang. Die drei bis sieben steifen, dünnen, geraden bis etwas zum Trieb hin gebogenen Randdornen sind weißlich bis gelblich oder gräulich mit einer dunkleren Basis. Sie sind bis zu 1 Zentimeter lang.
Die glocken- bis trichterförmigen, weißen oder hell gelblichen oder grünweißlichen Blüten erreichen eine Länge von bis zu 5 Zentimeter (selten bis 7 Zentimeter) und einen Durchmesser von 5,5 Zentimeter.

## Verbreitung, Systematik und Gefährdung
Gymnocalycium hyptiacanthum ist im Süden Uruguays sowie im Nordosten Argentiniens in Höhenlagen bis 500 Metern verbreitet.
Die Erstbeschreibung als Echinocactus hyptiacanthus erfolgte 1839 durch Charles Lemaire. Nathaniel Lord Britton und Joseph Nelson Rose stellten die Art 1922 in die Gattung Gymnocalycium. Weitere nomenklatorische Synonyme sind Cactus hyptiacanthus Lem. ex Steud. (1840), Gymnocalycium platense var. hyptiacanthum (Lem.) Backeb. (1936) und Gymnocalycium gibbosum var. hyptiacanthum (Lem.) Y.Itô (1962).
In der Roten Liste gefährdeter Arten der IUCN wird die Art als „Least Concern (LC)“, d. h. als nicht gefährdet geführt.

## Nachweise